# Hongshuia
Genre
Hongshuia est un genre de poissons téléostéens de la famille des Cyprinidae et de l'ordre des Cypriniformes.

## Liste des espèces
Selon FishBase (20 novembre 2016):
- Hongshuia banmo E. Zhang, X. Qiang & J. H. Lan, 2008
- Hongshuia microstomatus (D. Z. Wang & Yi-Yu Chen, 1989)
- Hongshuia paoli E. Zhang, X. Qiang & J. H. Lan, 2008